# 1321
Пізнє Середньовіччя •  Реконкіста •  Ганза •  Авіньйонський полон пап •  Монгольська імперія

## Геополітична ситуація
Андронік II Палеолог є імператором Візантійської імперії (до 1328). За титул короля Німеччини ведуть боротьбу Фрідріх Австрійський та Людвіг Баварський. У Франції королює Філіп V Довгий (до 1322).
Апеннінський півострів розділений: північ належить Священній Римській імперії, середню частину займає Папська область, південь належить Неаполітанському королівству. Деякі міста півночі: Венеція, Піза, Генуя тощо, мають статус міст-республік. Триває боротьба гвельфів та гібелінів.
Майже весь Піренейський півострів займають християнські Кастилія і Леон, Арагонське королівство та Португалія, під владою маврів залишилися тільки землі на самому півдні. Едуард II є королем Англії (до 1327), Магнус Еріксон — королем Норвегії та Швеції (до 1364). Королем Данії є Хрістофер II (до 1326), королем Польщі — Владислав I Локетек (до 1333).
Руські землі перебувають під владою Золотої Орди. Галицько-Волинське князівство очолюють Лев Юрійович та Андрій Юрійович. Почалося захоплення територій сучасних України й Білорусі Литвою. Юрій Данилович править у Володимиро-Суздальському князівстві (до 1322).
Монгольська імперія займає більшу частину Азії, але вона розділена на окремі улуси, що воюють між собою. У Китаї, зокрема, править монгольська династія Юань. У Єгипті владу утримують мамлюки. Мариніди правлять у Магрибі. Делійський султанат є наймогутнішою державою Північної Індії, а на півдні Індії панують держава Хойсалів та держава Пандья. В Японії триває період Камакура.
Цивілізація мая переживає посткласичний період. Почали зароджуватися цивілізація ацтеків та інків.

## Події
- Литовський князь Гедимін завдав поразки військам київського князя Станіслава у битві на річці Ірпінь.
- Судовий процес в Іновроцлаві між Польщею та Тевтонським орденом віддав Помор'я Польщі.
- У Франції розпочалася паніка проти хворих  проказою, які начебто за гроші від євреїв та маврів отруюють християн.
- В Англії через неврожай почався голод, який супроводжувала епідемія тифу.
- Король Англії Едуард II під тиском баронів відправив у заслання свого фаворита Х'ю Деспенсера молодшого
- Королем Сербії став Стефан Урош III.
- Король Угорщини Карл I Роберт зміцнив свою владу, підпорядкувавши собі володіння Матуша Чака Тренчанського.
- Візантійський імператор Андронік II Палеолог змусив постати перед судом свого внука Андроніка III, що розпочало громадянську війну в імперії.
- Папа римський Іван XXII відлучив від церкви сицилійського короля Федеріго II за зазіхання на володіння Святого престолу.
- Грошова реформа Кепека

## Померли
- 13 вересня — у Равенні у віці 56-и років помер італійський поет Данте Аліг'єрі, один з найвидатніших представників Відродження, основоположник італійської літературної мови.